# ドロシー・ワーズワース

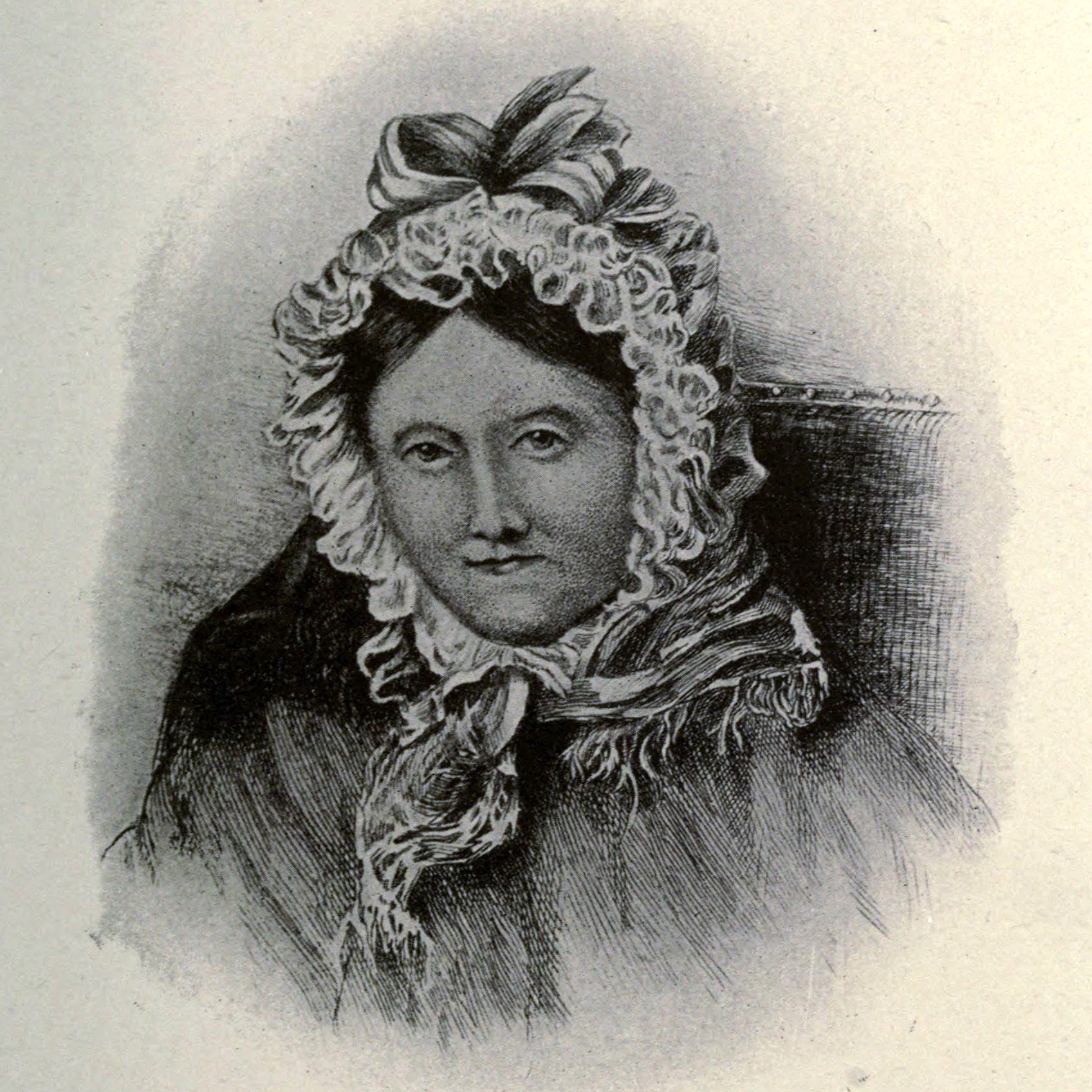
ドロシー・ワーズワース

ドロシー・ワーズワース（Dorothy Wordsworth, 1771年12月25日 - 1855年1月25日）は、イギリスの詩人、日記作家で、イギリスの代表的なロマン派詩人ウィリアム・ワーズワースの妹である。
なお、カナ書きについては、ドロシー・ワーズワスとされているものもある。

## 人物
北西イングランドのコッカーマスに生まれた。ウィリアムに対する愛情が深く、時には恋慕の情を示すこともあった。
ウィリアムとドロシーは共に住む計画を長く暖め、1799年12月にグラスミアで自分たちの家に落ち着いた。晩年になっても、ウィリアムの詩だけは完全に記憶していたという。

## 日記
藤井綏子は、ドロシーの日記を訳した印象として、植物好きとして共感する部分があり、またウィリアムへの尊敬、愛情、拘泥が著しく、特にそれらは末尾の兄の新婚旅行に同道しての記述部分において際立っていたと述べている。